# Supercopa da Inglaterra de 2021
A Supercopa da Inglaterra 2021 ou FA Community Shield de 2021 foi a 99.ª edição do torneio, disputada em partida única entre o Campeão Inglês de 2020–21 (Manchester City) e o Campeão da Copa da Inglaterra de 2020–21 (Leicester). O Leicester consagrou-se o campeão do torneio, ao vencer o Manchester City por 1–0, conquistando o seu 2.º título da competição.

## Participantes
| Equipe          | Classificação                     |
| --------------- | --------------------------------- |
| Manchester City | Campeão Premier League de 2020–21 |
| Leicester       | Campeão FA Cup de 2020–21         |

## Detalhes da partida
A partida segue o fuso horário do verão inglês (UTC+1).
Partida única
| 7 de agosto de 2021 | Leicester     | 1 – 0 | Manchester City | Estádio de Wembley, Londres |
|                     | Iheanacho 88' |       |                 |                             |

## Campeão
| Campeão da Supercopa da Inglaterra de 2021 |
| ------------------------------------------ |
| LEICESTER CITY 2° titulo                   |